# Чарльз Ґінзбурґ
Чарльз Полсон Ґінзбурґ (англ. Charles Paulson Ginsburg; 27 липня 1920, Сан-Франциско — 9 квітня 1992, Юджин) — американський інженер і керівник дослідницької команди в Ampex, яка розробила один з перших практичних відеомагнітофонів.

## Біографія
Ґінзбурґ народився 27 липня 1920 року в Сан-Франциско, Каліфорнія. У два роки йому поставили діагноз цукровий діабет першого типу.  Він навчався у середній школі Ловелла в Сан-Франциско.
Помер 9 квітня 1992 року в Юджині, штат Орегон⁣, від пневмонії.

## Американські патенти
- U.S. Patent 3,003,025
- U.S. Patent 2,968,692
- U.S. Patent 2,956,114
- U.S. Patent 2,921,990
- U.S. Patent 2,916,547
- U.S. Patent 2,916,546
- U.S. Patent 2,866,012